# メトーペー
メトーペー（古希: Μετώπη, Metōpē）は、ギリシア神話に登場する女性。
- アルカディア地方の河神ラードーンの娘（以下に説明）。
- 一説にヘカベーの母[1][2]。
- エーペイロスの王エケトスの娘[3]。

メトーペー（古希: Μετώπη, Metōpē）は、ギリシア神話に登場する女性である。アルカディア地方の河神ラードーンの娘で、河神アーソーポスの妻となり、2人の息子イスメーノス、ペラゴーンと、12人、あるいは20人の娘を生んだ。ピンダロスはアルカディア地方のステュンパーロス出身だとしている。
彼女の娘たちは神々に愛されて王家の始祖を生んだり、あるいは自身の名前が地名の由来となった者が多い。シケリアのディオドーロスによれば、メトーペーの娘たちはコルキューラ、サラミース、ペイレーネー、クレオーネー、シノーペー、タナグラー、テスペイア、アーソーピス、オルニア、カルキス、アイギーナ、テーベーの12人であったとしている。
またほかにもアンティオペー、ネメアー、プラタイア、オーエロー、ハルピンナ、コムベー、エウアドネー、エウボイアといった娘たちがいたともされる。